# برتری هوایی

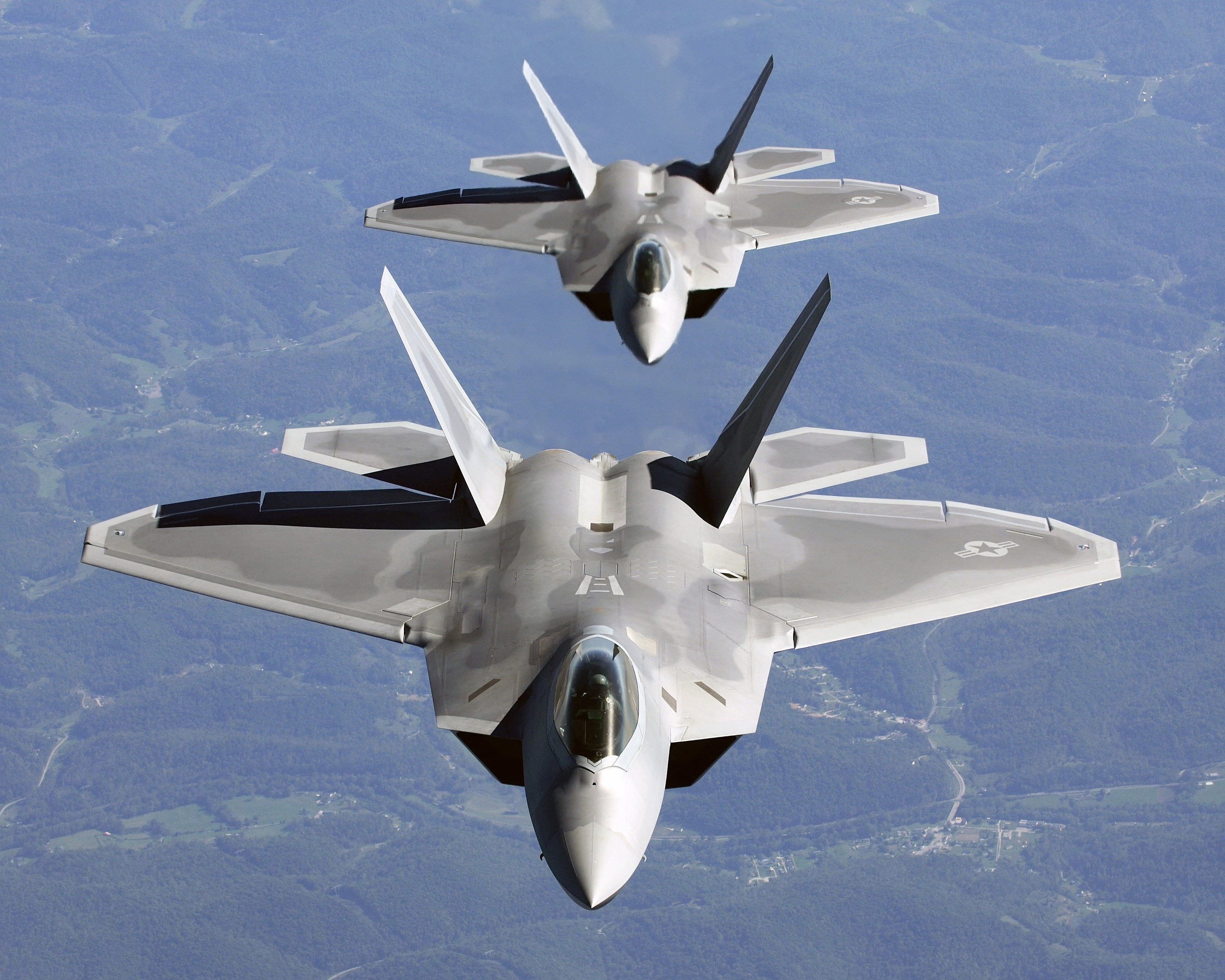
اف-۲۲ رپتور جنگنده برتری هوایی نسل پنجم

برتری هوایی به معنای درجه‌ای از برتری یکی از طرفین جنگ بر دیگری در نبرد هوایی است که هدایت جریان عملیات را برای نیروهای زمینی، دریایی و هوایی صاحب برتری هوایی تضمین کرده و اجازهٔ مداخله پیشگیرانه را به نیروی دشمن ندهد.